# 荒川颯
荒川 颯（あらかわ はやて、1997年7月25日 - ）は、日本の男子プロバスケットボール選手。ポジションはポイントガード/シューティングガード。

## 来歴
愛知県名古屋市緑区出身。
洛南高校から拓殖大学に進み、在学中はライジングゼファー福岡に特別指定選手として所属。
卒業後は滋賀レイクスターズの練習生を経て、ファイティングイーグルス名古屋とプロ契約。
2021年オフ、横浜エクセレンスに移籍。
2022年オフ、レバンガ北海道に移籍。
2023年5月、自由交渉選手リスト入り。6月30日付で退団
2023年9月、琉球ゴールデンキングスに移籍。

## 経歴
- 洛南高等学校
- 拓殖大学
  - ライジングゼファー福岡（特別指定選手：2020）
- 滋賀レイクスターズ（練習生）
- ファイティングイーグルス名古屋（2020-21）
- 横浜エクセレンス（2021-22）
- レバンガ北海道（2022-23）
- 琉球ゴールデンキングス（2023-）